# Eulamprus brachyosoma
Eulamprus brachyosoma är en ödleart som beskrevs av  Einar Lönnberg och ANDERSSON 1915. Eulamprus brachyosoma ingår i släktet Eulamprus och familjen skinkar. Inga underarter finns listade i Catalogue of Life.